# Livsmedelsekonomiska institutet
Livsmedelsekonomiska institutet var en statlig förvaltningsmyndighet med uppgift att utföra kvalificerade ekonomiska analyser inom jordbruks-, fiske- och livsmedelsområdet. Myndigheten lades ned vid utgången av år 2008.